# OVice
oVice 株式会社（oVice, inc.）は、日本のデジタルテクノロジー企業。社名と同名のサービスのoViceで、アバターで交流する2次元のバーチャル空間を提供している。
バーチャル空間（メタバース）で、仲間の存在を感じ、気軽に雑談し、ミーティングをし、ワークプレースも簡単にカスタマイズできる。

## 来歴
創業者かつ代表取締役CEOのジョン・セーヒョンが、コロナ禍のロックダウンの中で、分断されたチームのコミュニケーションを取り戻すためのプラットフォームを作ろうとして着想した。当時主流だったオンラインコミュニケーションツールがシームレスでカジュアルなコミュニケーションのためには適していないことに気がつき、この問題を解決するために作った。2020年8月、サービス開始。2年の間に、日本、韓国、アメリカなど世界各国の2,200社以上に採用された。